# Parafonie

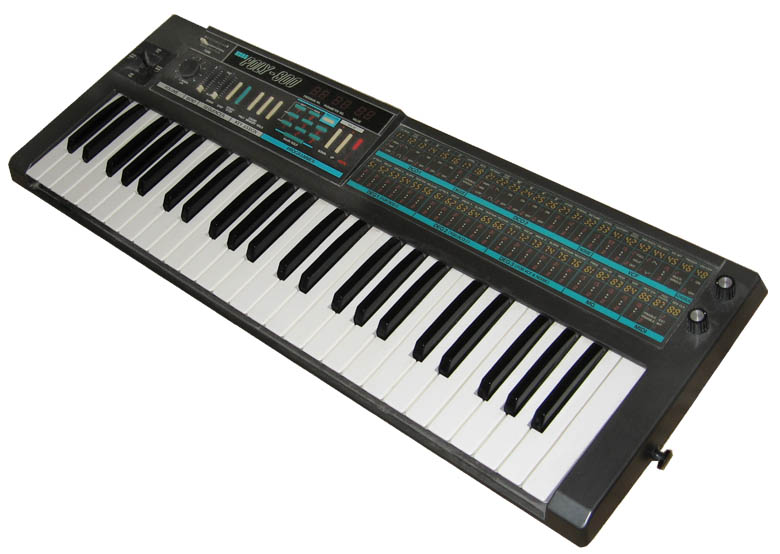
De Korg Poly-800, een parafone synthesizer.

Parafonie is een term die wordt gebruikt in de muziektheorie om te verwijzen naar de consonanten die afhankelijk zijn van intervallen van kwinten en kwarten.
Een synthesizer wordt parafoon genoemd als het meerdere tonen tegelijk kan spelen, maar die worden gedeeld in hun elektronisch signaalpad. Het systeem werd met name gebruikt voordat polyfonie gemeengoed werd in elektronische muziekinstrumenten.
De Roland RS-202, een type strijkersynthesizer, kan bijvoorbeeld verschillende tonen tegelijk spelen, maar alleen met een enkel gedeelde volume-omhullende, die het collectieve akkoord nodig heeft om te zwellen en te verminderen als een enkel samenhangend geheel. Evenzo heeft de Korg Poly-800 acht oscillatoren en kan acht stemmen produceren, maar heeft slechts een enkel filtercircuit, dat wordt gedeeld door alle stemmen. Andere voorbeelden zijn de Roland VP-330 en de Moog Sub 37.